# Hassar gabiru
Hassar gabiru é uma espécie de peixe da família Doradidae, na ordem dos Siluriformes. Habita os estados do Mato Grosso e Pará, na bacia do Rio Xingu. É conhecido popularmente como "botinho". Seu estado de conservação é pouco preocupante.

## Etimologia e taxonomia
O epíteto específico é em homenagem a Leandro Melo de Sousa, apelidado Gabiru, pela sua contribuição nos estudos dos Doradidae, incluindo seu trabalho no mestrado e doutorado. Leandro também participou da coleta da série-tipo desta espécie.
A espécie foi descrita em 2011. O holótipo foi coletado em Altamira, no rio Curuá, em outubro de 2010. Outros locais de coleta dos parátipos incluem os municípios de Canarana e Gaúcha do Norte, no estado do Mato Grosso, com coletas entre 1981 e 2008.
Hassar gabiru se distingue de outras espécies do gênero Hassar por ter dois divertículos fracamente ramificados restritos a cada lado da câmara anterior da bexiga gasosa, enquanto outras espécies como H. orestis e H. wilderi possuem bexiga gasosa com muitos divertículos bastante ramificados ao longo das margens de toda a bexiga.
Distingue-se de H. orestis também pela ponta do lobo superior da nadadeira caudal não escurecida, pela profundidade do corpo na origem da nadadeira dorsal e da nadadeira anal mais profunda que das outras espécies, e profundidade do pedúnculo caudal também maior que de outros congêneres.
Possui a ponta distal dos primeiros raios e membranas da nadadeira dorsal ramificados pálidos, o que o distingue de H. affinis, que tem os primeiros raios ramificados e membranas distalmente escurecidas.

## Biologia
Ocorre na América do Sul, no Brasil. Habita as regiões do médio e alto Rio Xingu, aparentemente sendo endêmico desta bacia hidrográfica.
Seu corpo é alongado, e tem focinho cônico proeminente. Os olhos, nesta espécie, estão posicionados aproximadamente a meio caminho entre a ponta do focinho e a origem da nadadeira dorsal. A bexiga gasosa é moderadamente grande, arredondada posteriormente, e não se estende em divertículos terminais.
Quando adulto, atinge 28.5 centímetros de comprimento total, e seu peso máximo registrado é de 292,0 gramas, de acordo com levantamento por Giarrizzo e colaboradores publicado em 2015. O artigo que descreveu a espécie, em 2011, tinha como maior espécime analisado um peixe com 15,66 cm de comprimento.
É encontrado em locais com águas rápidas, sobre praias de areia, e a coleta é mais fácil durante a noite. Se alimenta de invertebrados bentônicos e de detritos. As águas rápidas de Volta Grande podem agir como uma barreira e separar as espécies H. gabiru ao norte e H. orestis ao sul.